# 路易絲·夏洛特 (梅克倫堡-施威林)
梅克倫堡-施威林的路易絲·夏洛特（德語：Luise Charlotte zu Mecklenburg-Schwerin，1779年11月19日—1801年1月4日），梅克倫堡-施威林大公腓特烈·法蘭茲一世的長女。

## 家庭
1797年，路易絲·夏洛特與薩克森-哥達-阿爾滕堡的奧古斯特結婚，兩人的獨女路易絲於1800年出生。